# Сан Кристофоро (Арецо)
Сан Кристофоро је насеље у Италији у округу Арецо, региону Тоскана.
Према процени из 2011. у насељу је живело 61 становника. Насеље се налази на надморској висини од 298 м.